# Sonsonate
Sonsonate ist eine Stadt im Westen von El Salvador. Sie ist die Hauptstadt des gleichnamigen Departamentos, liegt 62 km westlich von San Salvador und hat 71.541 Einwohner (2007).

## Ortsname
Der Ortsname wird auf den Nawat-Namen Centzunat („Vierhundert Wasser“ oder „Großer Fluss“) zurückgeführt. Das Zahlwort für 400 heißt auf Nahuatl centzontli (bestehend aus den Wurzeln ce[n], „eins“ und tzon[tli], „Vierhunderter“), was im Nawat dem Wort sentzun (centzun) entspricht; Nawat at (Nahuatl atl) bedeutet „Wasser“.

## Geschichte
Die Stadt wurde 1552 von Antonio Rodríguez unter dem Namen Villa del Espíritu Santo gegründet und erhielt 1553 durch Pedro Ramírez de Quiñónez und den Franziskanerbischof Marroquín den Namen Villa de la Santísima Trinidad de Sonsonate. Sonsonate war während der Kolonialzeit Sitz der Alcaldía Mayor de Sonsonate im Generalkapitanat Guatemala. 1824 wurde es Departementssitz und 1834 unter Präsident José Gregorio Salazar Hauptstadt der Zentralamerikanischen Konföderation, bis San Salvador diese Funktion übernahm. 
1932 war Sonsonate ein Zentrum des Aufstands von Pipil-Bauern aus der Umgebung, aus Izalco und Juayúa gegen die Großgrundbesitzer und die Militärherrschaft von General Maximiliano Hernández Martínez. Dabei wurde der Bürgermeister von Sonsonate getötet, wofür fälschlicherweise der aus Izalco stammende Bauernführer Feliciano Ama verantwortlich gemacht wurde. Nach der Niederschlagung des Aufstands kam es zur Matanza, einem Massaker, dem Anfang 1932 in ganz El Salvador etwa 30.000 Menschen zum Opfer fielen. Die Nawat-Sprache der Pipil wurde in der Folge verboten und so innerhalb weniger Jahrzehnte an den Rand des Aussterbens gebracht.
Am 31. Mai 1986 wurde das römisch-katholische Bistum Sonsonate errichtet. Hauptkirche des Bistums ist die Kathedrale Santísima Trinidad.

## Söhne und Töchter der Stadt
- Marcelo Arévalo (* 1990), Tennisspieler
- Rafael Arévalo (* 1986), Tennisspieler
- Luís Salvador Efraín Salazar Arrué (1899–1975), Schriftsteller
- Óscar Osorio Hernández (1910–1969), vom 14. September 1950 bis 14. September 1956 Präsident von El Salvador
- Rafael Campo Pomar (1813–1890), vom 12. Februar 1856 bis 27. Februar 1857 Präsident von El Salvador
- José Quintanilla (1947–1977), Fußballspieler